# Осторп (комуна)
Комуна Осторп (швед. Åstorps kommun) — адміністративно-територіальна одиниця місцевого самоврядування, що розташована в лені Сконе у південній Швеції.
Осторп 274-а за величиною території комуна Швеції. Адміністративний центр комуни — місто Осторп.

## Населення
Населення становить 14 799 чоловік (станом на вересень 2012 року). 
| Кількість населення комуни Осторп за 1970-2010 роки | Кількість населення комуни Осторп за 1970-2010 роки | Кількість населення комуни Осторп за 1970-2010 роки | Кількість населення комуни Осторп за 1970-2010 роки | Кількість населення комуни Осторп за 1970-2010 роки |
| --------------------------------------------------- | --------------------------------------------------- | --------------------------------------------------- | --------------------------------------------------- | --------------------------------------------------- |
| Рік                                                 |                                                     |                                                     | Населення                                           |                                                     |
| 1970                                                | 1970                                                |                                                     | 10 630                                              | 10 630                                              |
| 1975                                                | 1975                                                |                                                     | 11 486                                              | 11 486                                              |
| 1980                                                | 1980                                                |                                                     | 12 946                                              | 12 946                                              |
| 1985                                                | 1985                                                |                                                     | 12 693                                              | 12 693                                              |
| 1990                                                | 1990                                                |                                                     | 13 123                                              | 13 123                                              |
| 1995                                                | 1995                                                |                                                     | 13 257                                              | 13 257                                              |
| 2000                                                | 2000                                                |                                                     | 12 873                                              | 12 873                                              |
| 2005                                                | 2005                                                |                                                     | 13 541                                              | 13 541                                              |
| 2010                                                | 2010                                                |                                                     | 14 737                                              | 14 737                                              |
| Джерело: SCB                                        |                                                     |                                                     |                                                     |                                                     |

## Населені пункти
Комуні підпорядковано 3 міські поселення (tätort) та низка сільських, більші з яких:
- Осторп (Åstorp)
- Гиллінґе (Hyllinge)
- Квідінґе (Kvidinge)
- Черреберґа (Kärreberga)

## Галерея

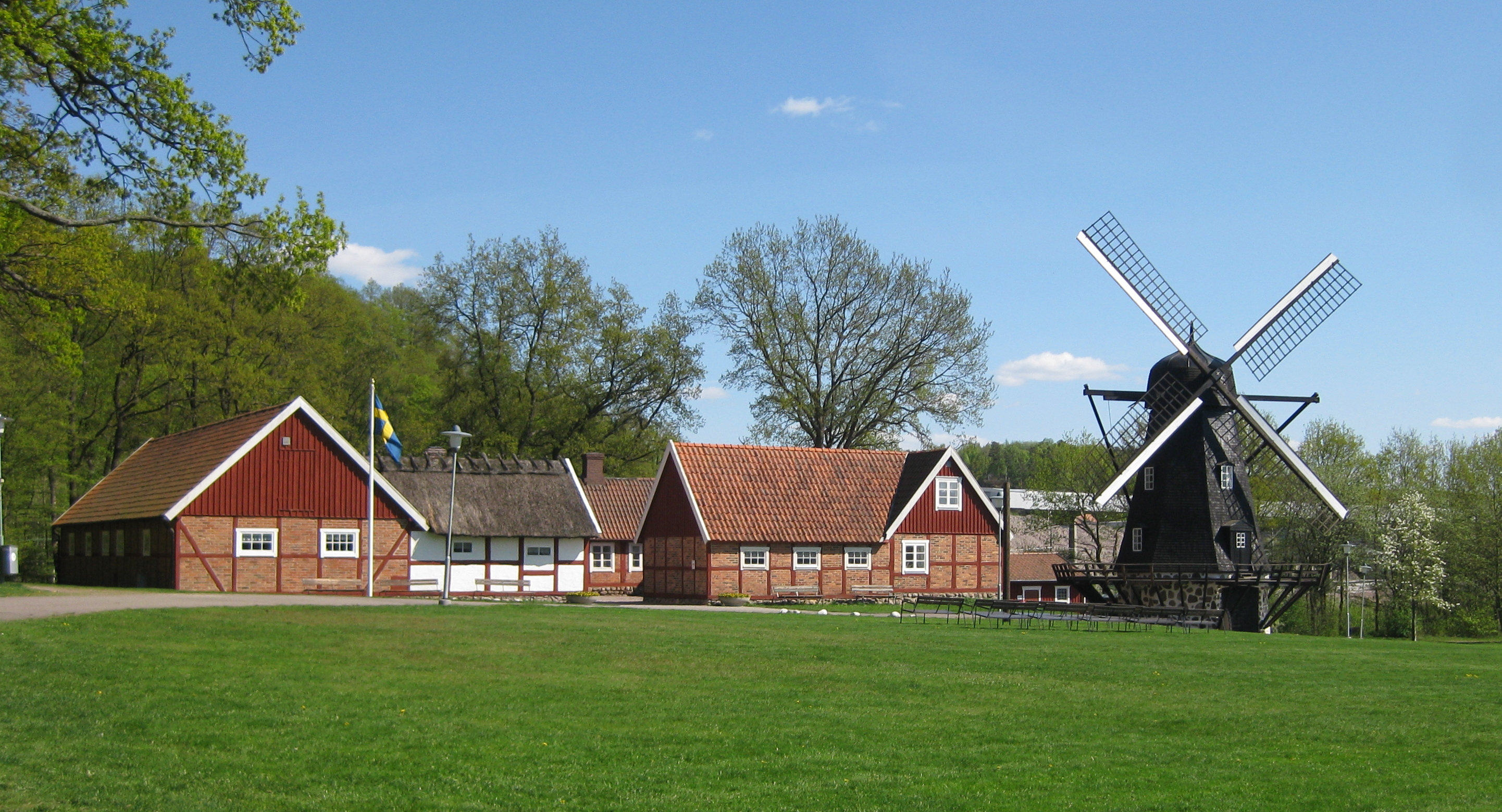
Народний музей (Осторп)
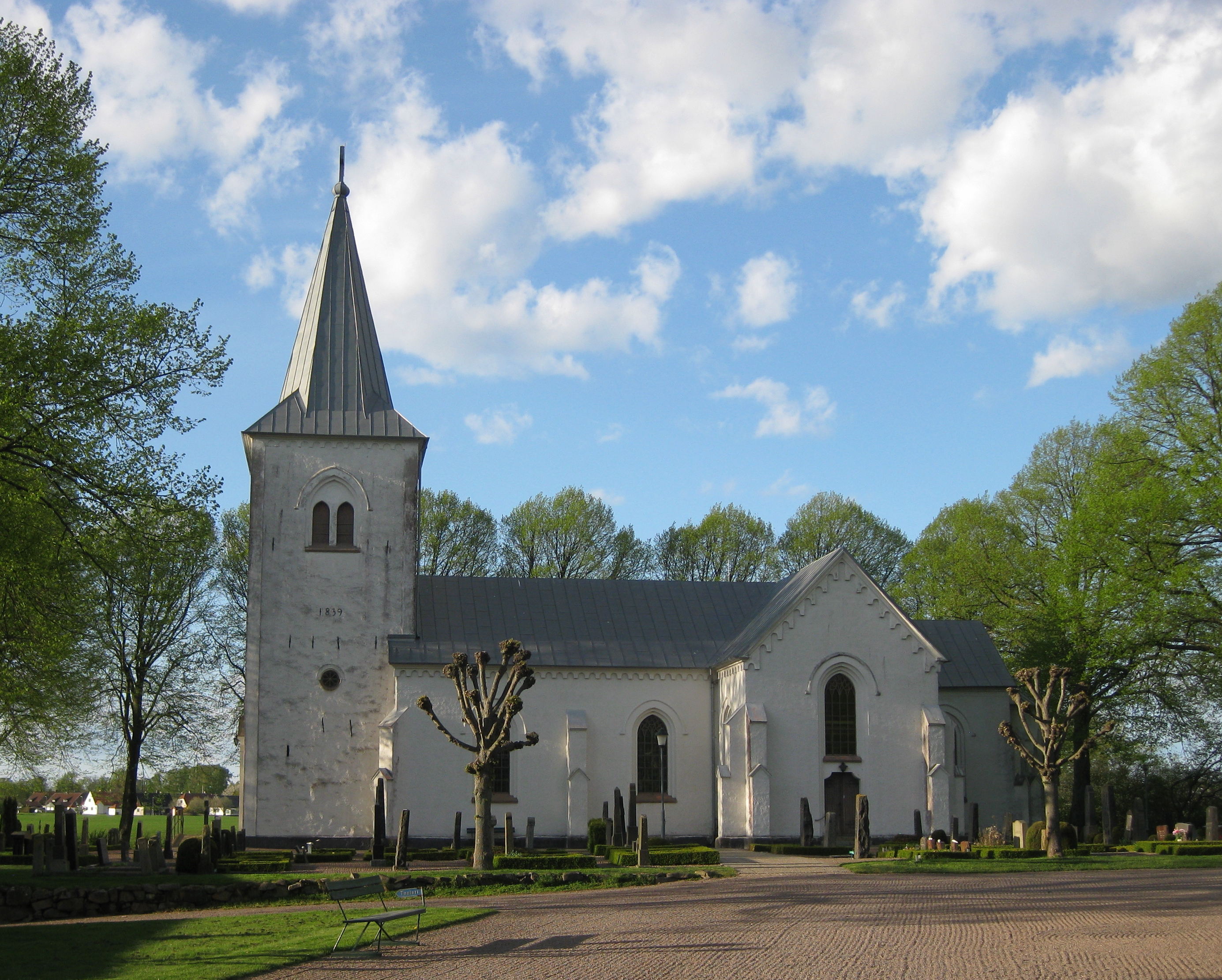
Церква (Вестра-Брубю)
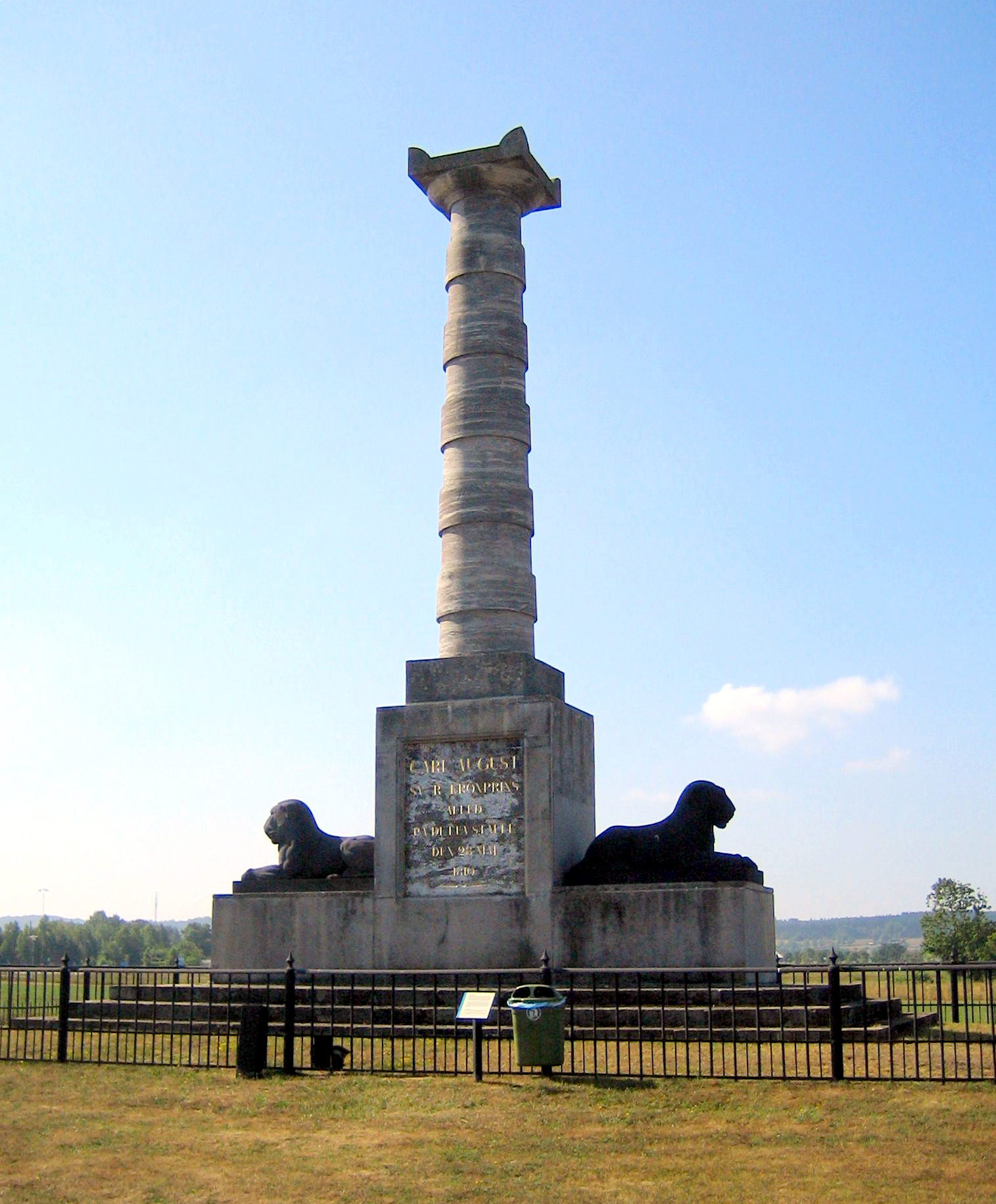
Монумент у Квідінґе
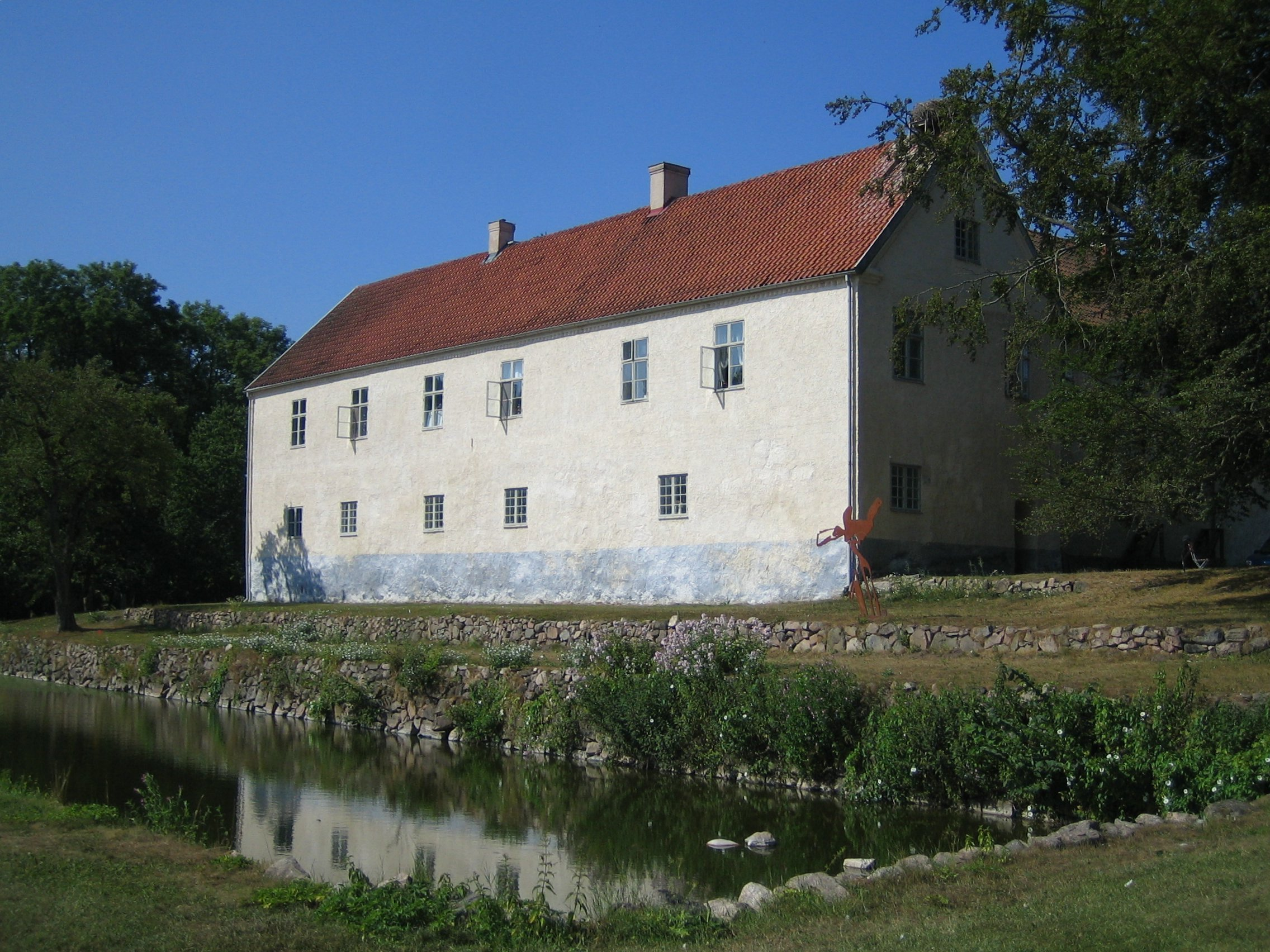
Замок Томмарп-Кунґсґорд

## Виноски
1. ↑  https://www.svt.se/nyheter/lokalt/skane/astorp-jan-nilsson-slutar-som-kommunalrad
2. ↑  Folkmangd i riket, lan och kommuner (шв.) . Центральне бюро статистики Швеції. Архів оригіналу за 20 серпня 2013. Процитовано 17 лютого 2013.